# Blue Nude
Blue Nude è un film italiano del 1977, diretto da Luigi Scattini.

## Trama
Le amare e drammatiche esperienze del venticinquenne italo-americano Rocco Spinone in un'indagine nel crudo ambiente 
del pornofilm americano.